# 石川県道156号高塚粟津線
石川県道156号高塚粟津線（いしかわけんどう156ごう たかつかあわづせん）とは、石川県加賀市と石川県小松市を結ぶ一般県道（石川県道）である。

## 概要
- 起点：石川県加賀市打越町と13番地先（＝石川県道145号串加賀線交点）
- 終点：石川県小松市粟津町イ26番1地先（＝石川県道11号小松山中線交点）

## 歴史
- 1960年（昭和35年）10月15日：路線認定。

## 接続道路
- 石川県道145号串加賀線（加賀市打越町：起点）
- 国道305号（小松市矢田野町・二ツ梨交差点）
- 国道8号小松バイパス（同市二ツ梨町・二ツ梨町東交差点、二ツ梨IC）
- 石川県道11号小松山中線（同市粟津町・粟津温泉南交差点：終点）

## 通過する自治体
- 石川県
  - 加賀市 - 小松市